# Въоръжени сили на Португалия

## Военна история
Античност
В Древността Иберийският полуостров е заселен основно от иберите със средиземноморски, картагенците със семитски и келтите с индоевропейски произход. След като римляните изтласкват картагенците от полуострова го присъединяват към своята Римска република. На това обстоятелство се дължи днешният езиково-културен характер на страната. За администрирането, реда и отбраната на територията са настанени в римски колонии малък брой римски граждани, а иберите и келтите, съставляващи огромното мнозинство на населението на полуострова се смесват, образувайки т.нар, келтибери. На територията на днешна Португалия е формирана римската провинция Луситания, а малка част от северните португалски земи влизат в провинция Галеция, от където произхожда името на испанската област Галисия.
Ранно средновековие
С упадъка на Римската империя и Иберийският полуостров не е пощаден от хаоса и разрухата на варварски нападения. Напредъкът на хуните е прекъснат в Битката на Каталунските полета, по-късно през полуострова преминават редица от народи, предимно германски. Вандалите преминават през земите на път за Северна Африка, а визиготите и швабите дори основават кралства, покриващи голяма част от Иберия (впоследствие визиготите подчиняват швабите и обединяват целия полуостров под властта си). Визиготите търпят пълен разгром на териториалната експанзия на Исляма, чийто войнствени последователи се опитват да нахлуят в Европа през три точки – през Кавказ, Босфора и Гибралтар. Докато нашествията им в първите две зони са отблъснати, то те бързо овладяват почти целия Иберийски полуостров и задържат властта си столетия, преди маврите да бъдат окончателно изтласкани от земите от Католическите крале – Фернандо Арагонски и Исабел Кастилска. Победата на Карл Мартел, възвеличаван като „Спасителят на Европа“ е силно преувеличена като значимост. Освен че е водена между малобройни сили, тя закрепва фронта между християнските и мюсюлманските сили по Пиренеите, което дава на маврите възможността да закрепят властта си над полуострова. Земите на цяла днешна Португалия падат под властта им.
От Кантабрийските планини християнските благородници се реорганизират и започват отвоюването на земите си обратно от маврите (период, известен като Реконкистата). След като малоброен ислямски отряд е разбит от Пелагий (на галисийски Пелайо) Астурийски в Битката при Ковадонга (историците спорят дали това става през 718 или 722 г.) е основано Астурийското кралство, което след като измества столицата си от Овиедо в Леон през 910 г. променя и името си на Кралство Леон. През 868 г. Вимара Перес превзема от маврите стария римски град Портус Кале и е удостоен от астурийския крал с титлата Граф на Портокале. В официалните документи от това време владението е наричано Портукаленско графство, Графство Портукале, както и с латинското Португалия (Condado Portucalense, Condado de Portucale, Portugalia), което е считано за начало на португалската държава. Но Реконкистата върви с променлив успех, затрудняван и от междуособици между християнските владетели. На юг от Портукаленското графство е основано Графство Коимбра, но то няколко пъти преминава от християнски в мавърски ръце и Португалското графство продължава да страда от набези. Около 1000 г. напредването на християнските сили на юг започва по-стабилно, но през 1071 г. граф Нуно Мендес се опитва да извоюва независимостта на Портукаленското графство от Кралство Леон, но губи битката и загива, след което Портукаленското графство става владение на короната – Кралство Астурия и Португалия.
През 1096 г. за втори път е основано Портукаленско графство (Condado Portucalense) и дадено във владение на Анри Бургундски, съпруг на Тереса – незаконородена дъщеря на Алфонсо VI, Крал на Леон и Кастиля. Столицата на второто Портукаленско графство е изместена от Портукале (днешно Порто) в Брага, а французинът Анри Бургундски, внук на Херцога на Бургундия става Енрике де Боргоня. Енрике умира през 1112 г. и съпругата му Тереса управлява графството като регент до 1128 г. от името на малолетния им син Афонсу. Тя воюва със сестра си кралица Урака Кастилска за независимостта на Португалия в съюз с бунтовните кастилски благородници, но през 1121 г. е разбита и принудена да признае васалната зависимост на графството. По-късно Тереса воюва и със собствения си син за контрола над Португалското графство, но търпи поражение и от него през 1128 г. при Сау Мамеде край Гимараеш. От тази година започва да се титулува като принц (испанскотоinfante, както и латинското название princeps). След победата си над маврите край Урике (Ourique) през 1139 г. Афонсу започва да се титулува Крал на Португалия, открито отхвърляйки васалната си зависимост от братовчед си Алфонсо VII, Крал на Леон и Кастилия. Четири години по-късно двамата подписват Договора от Самора (подписан в катедралата на града в присъствието на кардинал Гуидо де Вико като представител на Папата и гарант), с който Леон и Кастилия официално признава независимостта на Кралство Португалия, а през 1179 г. титлата крал на португалския владетел е призната от папа Александър III.
Кралство Португалия
Афонсо I умира през 1185 г., наследен от сина си Санчо I, който продължава борбата с маврите. Освен с мюсюлманските владетели, той воюва и с Кралство Леон. Влошава отношенията си с папа Инокентий III и му декларира пълно подчинение малко преди да умре през 1210 г. Наследен е от сина си Афонсо II, който продължава Реконкистата главно в съюз с Кралство Кастилия и с помощта на чуждестранни рицари-кръстоносци. Той на свой ред разваля отношенията си с Рим и е отлъчен от църквата. През 1223 г. на трона го наследява Санчо II. Лошите отношения с Папата продължават и при неговото управление и през 1248 г. той е наследен с подкрепата на Църквата от брат си Афонсо III. Той отвоюва окончателно от маврите Алгарве, което го въвлича в конфликт с кастилците, предявяващи претенции към града и областта. Той е решен след женитбата на Афонсо за незаконна дъщеря на краля на Кастилия Алфонсо Х Мъдри. Така завършва Реконкистата в португалските земи.
В края на XIII век Португалия е обхваната не само от гражданска война между крал Динис I и най-големия му син, но и във война с обединените кралства Леон-Кастилия. Стабилизацията и излизането от тези конфликти идва с династичното сродяване на трите враждуващи лагера. Тъй като териториалната експанзия за сметка на изтласкването на маврите от полуострова приключва, властването на Динис е свързано преди всичко с вътрешнополитически преобразувания, свързани с утвърждаването на отделна национална идентичност и суверенитет. Португалският клон на военно-монашеския орден на свети Тиаго (или Сантяго) се отделя от испанския орден. Същото става и с ордените на рицарите хоспиталиери и на бенедиктинците. Предвид разорението на тамплиерите в останалите страни в Европа на проведения в Португалия църковно-съдебен процес те са оправдани и след смъртта на папа Климент V крал Динис използва възможността да се застъпи пред Рим за реабилитацията на ордена и за възстановяване на негови средства под управлението на португалския му клон. За да се скъса с лошото име на тамплиерите на основата им е формиран новият Орден на Христа. Тъй като Орденът на тамплиерите е може би първата европейска международна банкова и търговска корпорация, новият орден наследява сериозни финансови средства и собствен флот и бързо се утвърждава като средство на португалския крал за колонизиране на нови територии и завоюването на такива от маврите. Емблемата на Ордена присъства на множество военни емблеми, включително и на опознавателните знаци на португалските ВВС. Периодът до края на XIV век е белязан в португалската история с вътрешна нестабилност и хронични сблъсъци с Кралство Кастилия. Промяната идва през 1385 г., когато португалските Кортеси (Генералните щати на Кралството) на събрание в Коимбра избират за крал Жоао I (дотогава Велик магистър на Военния орден на Авиз). Новият монарх се доказва като изключително способен държавник, който стабилизира кралството и поставя основата за последвалия му възход. Близо две години след възкачването си на трона той взема за жена Филипа Ланкастърска, дъщеря на Джон Гонт, първи Херцог на Ланкастър и един от най-влиятелните английски държавници и европейски политици на своето време. Към момента на женитбата Джон е претендент за кастилския престол. Договорът от Уиндзор, сключен през 1386 г. между двамата има голям принос за португалската колониална империя и е прекъснат единствено в периода, когато Португалия е част от Испания.
Португалска колониална експанзия
За начало на Португалската колониална империя се смята превземането на Сеута в Северна Африка през 1415 г. от флота на принц Енрике Мореплавателя, трети син на Жоао I. И докато впоследствие с наследяването на португалския трон от крал Фелипе II и отделянето на Португалия след въстание, водено от Херцога на Браганса през 1648 г. Сеута остава испанско владение, то Мадейра (заселен от португалците през 1420 г.) и Азорските острови (заселени през 1427 г.) остават португалски владения. След тези начални стъпки португалците продължават с обследването на западния африкански бряг и създаването на фактории (feitorias) – укрепени търговски пунктове. Островите Сао Томе и Принсипи са колонизирани през 1470 г., за търговия със срещуположния гвинейски бряг, богат на златни залежи. От 1481 г. португалците започват строежа на фактории на континента и областта става известна като португалската колония Златен бряг (Costa do Ouro) до 1642 г., когато е превзета от нидерландците. През 1488 г. Бартоломеу Диаш за пръв път преминава покрай нос Добра Надежда и навлиза с флотилията си от Атлантическия в Индийския океан. По пътя си португалските изследователи поставят каменни кръстове с герба на Кралството като знак за претенции към териториите, създават укрепени фактории и започват търговия с роби и стоки от прилежащите области.
Наполеонови войни
Деветнадесети век
Републикански период
Колониални войни
Нова история

## Командване

### Президент на Републиката
За разлика от повечето европейски страни, които са държави с парламентарно управление и военната политика се определя от министър-председателите, Португалия е страна с полупрезидентска система на управление (от френски тип), в която политиката на отбрана, вътрешна сигурност и международни отношения е прерогатив на държавния глава. Така Президентът на Републиката (Presidente da República) е Върховен главнокомандващ на въоръжените сили (Comandante Supremo das Forças Armadas) както във военно, така и в мирно време. По препоръка на правителството той назначава офицери на висши командни длъжности и ги ги произвежда в по-горно офицерско звание.

### Асамблея на Републиката
Народното събрание, наричано Асамблея на Републиката (Assembleia da República) отпределя дългосрочната стратегия за отбрана на страната, обявява война, сключва мир, ратифицира участието на въоръжените сили в международни мисии, гласува бюджета за отбрана.

### Висш съвет за национална отбрана
Висшият съвет за национална отбрана (Conselho Superior de Defesa Nacional (CSDN)), е съвещателен орган към Президента на Републиката за провеждане на отбранителната стратегия на страната, в рамките, определени от Асамблеята на Републиката. Съставът на Съвета включва:
- Министър-председателят (Primeiro-Ministro)
- Заместник министър-председателят (Vice-Primeiro-Ministros)
- Министърът на национаната отбрана (Ministro da Defesa Nacional)
- Министър на външните работи (Ministro das Negócios Estrangeiros)
- Министърът на вътрешната администрация (Ministro da Administração Interna)
- Министърът на финансите (Ministro das Finanças)
- Министърът на индустрията и енергетиката (Ministro da Indústria e Energia)
- Министърът на транспорта и комуникациите (Ministro dos Transportes e Comunicações)
- Депутати на Асамблеята на Републиката и автономите региони Азори и Мадейра (Representantes da República para as Regiões Autónomas dos Açores e da Madeira)
- Президентите на регионалните правителства (премиерите) на Азорите и Мадейра (Presidentes dos Governos Regionais dos Açores e da Madeira)
- Председателят на Комисията за национална отбрана на Асамблеята на Републиката (Presidente da Comissão de Defesa Nacional da Assembleia da República)
- Началникът на Генералния щаб на въоръжените сили (Chefe do Estado-Maior-General das Forças Armadas)
- Началниците на ВМС, СВ и ВВС (Chefes de Estado-Maior dos Ramos das Forças Armadas)

Съветът заседава планово веднъж на три месеца и извънредно, свикван от Президента на Републиката или Министър-председателя при нужда.

### Висш военен съвет
Висшият военен съвет (Conselho Superior Militar (CSM)) е основен орган на Републиката и на Министерството на националната отбрана. Той е компетентната организация за ежедневното управление на Министерството на националната отбрана. Включва:
- Министърът на национаната отбрана (Ministro da Defesa Nacional) (председател на Съвета)
- Началникът на Генералния щаб на въоръжените сили (Chefe do Estado-Maior-General das Forças Armadas)
- Началникът на ВМС (Chefe do Estado-Maior da Armada)
- Началникът на ВМС (Chefe do Estado-Maior do Exército)
- Началникът на ВВС (Chefe do Estado-Maior da Força Aérea)
- когато дневният ред засяга и цивилните структури на Министерството в заседанията участват и Държавните секретари на Министерството на националната отбрана (secretários de Estado do Ministério da Defesa Nacional)

### Министерство на националната отбрана
Министерството на националната отбрана (Ministério da Defesa Nacional (MDN)), разположено в Лисабон и оглавявано от Министъра е органът на правителството, осъществяващ гражданския контрол и обезпечаването на въоръжените сили на Португалската република. То включва:
- Централни интегрирани служби за пряка администрация на Държавата (Serviços centrais integrados na administração direta do Estado):
  - Главен секретариат (Secretaria-Geral)
  - Генерална дирекция за политика за национална отбрана (Direção-Geral de Política de Defesa Nacional)
  - Генерална дирекция за ресурси за национална отбрана (Direção-Geral de Recursos de Defesa Nacional)
  - Генерален инспекторат за национална отбрана (Inspeção-Geral da Defesa Nacional)
  - Институт за национална отбрана (Instituto da Defesa Nacional)
  - Съдебна военна полиция (Polícia Judiciária Militar)
- Интегрирана организация за непряка администрация на Държавата (Organismo integrado na administração indireta do Estado):
  - Институт за социални дейности на Въоръжените сили (Instituto de Ação Social das Forças Armadas, IP)

- Консултативни органи (Órgãos consultivos):
  - Висш военен съвет (Conselho Superior Militar)
  - Съвет на Началник-щабовете (Conselho de Chefes de Estado-Maior)
  - Военен здравен съвет (Conselho de Saúde Militar)
  - Съвет за висше военно обучение (Conselho do Ensino Superior Militar)
- Други структури (Outras estruturas)
  - (Autoridade Marítima Nacional)
  - (Autoridade Aeronáutica Nacional)
  - (Comissão Portuguesa de História Militar)
- Въоръжени сили (Forças Armadas)
  - Генерален щаб на Въоръжените сили (Estado-Maior General das Forças Armadas)
  - Военноморски сили (Marinha)
  - Армия (Exército)
  - Военновъздушни сили (Força Aérea)

### Генерален щаб на Въоръжените сили
Генералният щаб на Въоръжените сили (Estado-Maior-General das Forças Armadas (EMGFA)) е висшият военен експертен орган за управление на Въоръжените сили на Португалската република. Интегриран е в състава на Министерството на националната отбрана и включва:
- Началник на Генералния щаб на Въоръжените сили (Chefe do Estado-Maior-General das Forças Armadas (CEMGFA)) (генерал / адмирал)
  - Военна здравна дирекция (Direção de Saúde Militar (DIRSAM))
  - Финансова дирекция (Direção de Finanças (DIRFIN)
  - Командване за обща поддръжка (Comando de Apoio Geral (COAG))
- Щаб за съвместна координация (Estado-Maior Coordenador Conjunto (EMCC))
  - Отдел за стратегическо военно планиране (Divisão de Planeamento Estratégico Militar (DIPLAEM))
  - Отдел за комуникационни и информационни системи (Divisão de Comunicações e Sistemas de Informação (DICSI))
  - Отдел за ресурси (Divisão de Recursos (DIREC))
- Оперативен център на Въоръжените сили (Centro de Operações das Forças Armadas (COFAR))
  - Отдел за военна информация (Divisão de Informações Militares (DIMIL))
  - Отдел за операции (Divisão de Operações (DIOP))
  - Център за съвместни операции (Centro de Operações Conjunto (COC))
- Оперативно командване на Азорите (Comando Operacional dos Açores (COA)) (генерал-лейтенант / вицеадмирал)
- Оперативно командване на Мадейра (Comando Operacional da Madeira (COM)) (генерал-лейтенант / вицеадмирал)

## Португалски ВМС

### Структура
Началник на Главния щаб на ВMС (Chefe do Estado-Maior da Armada (CEMA)) (Лисабон) (адмирал)
- Началник на кабинета на Началника на ГлЩ ВМС (Chefe de Gabinete do Chefe do Estado-Maior da Armada) (контраадмирал)
- Заместник-началник на ГлЩ на ВВС (Vice-Chefe do Estado-Maior da Força Aérea (VCEMFA)) (вицеадмирал)
- Главен щаб на ВМС (Estado-Maior da Armada (EMA))
  - Началник-щаб на ВMС (Subchefe do Estado-Maior da Armada (SUBCEMA)) (контраадмирал)
  - Отдел персонал и организация (Divisão de Pessoal e Organização)
  - Отдел информация (Divisão de Informações)
  - Отдел операции (Divisão de Operações)
  - Отдел материална логистика (Divisão de Logística do Material)
  - Отдел планиране (Divisão de Planeamento)
  - Отдел комуникационни и информационни системи (Divisão de Comunicações e Sistemas de Informação)

подчинени на Главния щаб на ВМС:
- Централни органи за администрация и управление (Órgãos centrais de administração e direcção (OCAD))
  - Суперинтендантство на службите за персонал (Superintendência dos Serviços do Pessoal (SSP))
    - Дирекция служба персонал (Direcção do Serviço de Pessoal (DSP))
    - Дирекция служба за обучение (Direcção do Serviço de Formação (DSF))
    - Дирекция здравна служба (Direcção do Serviço de Saúde (DSS))
    - Дирекция социална поддръжка (Direcção de Apoio Social (DAS))
    - Военноморска болница (Hospital de Marinha (HM))
    - Управление на правната служба (Chefia do Serviço de Justiça (CSJ))
    - Управление на службата за религиозна подкрепа (Chefia do Serviço de Assistência Religiosa (CSAR))

  - Суперинтендантство на службите за материално осигуряване (Superintendência dos Serviços do Material (SSM))
    - Дирекция кораби (Direcção de Navios (DN))
    - Дирекция снабдяване (Direcção de Abastecimento (DA))
    - Дирекция инфраструктира (Direcção de Infraestruturas (DI))
    - Дирекция транспортни средства (Direcção de Transportes (DT))
    - Арсенал Алфейте (Arsenal do Alfeite (AA))
    - Дирекция комуникационни и информационни системи (Direcção de Tecnologias de Informação e Comunicação (DITIC))

  - Суперинтендантство на службите за финанси (Superintendência dos Serviços Financeiros (SSF))
    - Дирекция финансова администрация (Direcção de Administração Financeira (DAF))
    - Дирекция разпределение на отговорности (Direcção de Apuramento de Responsabilidades (DAR))
    - Управление на службата за административна подкрепа (Chefia do Serviço de Apoio Administrativo (CSAA))

  - Хидрографски институт (Instituto Hidrográfico (IH))
  - Дирекция за анализ и методи за управление – Дирекция за анализ и методи за информация (Direcção de Análise e Métodos de Apoio à Gestão (DAMAG) – Direcção de Análise e Gestão da Informação (DAGI))

- Съвещателни органи (Órgãos de conselho)
  - Съвет на Адмиралтейството (Conselho do Almirantado (CA))
  - Висш дисциплинарен съвет на ВМС (Conselho Superior de Disciplina da Armada (CSD))
  - Ревизионен съвет на ВМС (Junta de Revisão da Armada (JRA))
  - Комисия за култура на ВМС (Comissão Cultural da Marinha (CCM))
- Териториални брегови подразделения (Órgãos de implantação territorial)
  - Военноморска академия (Academia de Marinha)
  - Военноморско училище (Escola Naval)
  - Органи от културно естество (Órgãos de natureza cultural)
    - Военноморски музей (Museu de Marinha)
    - Планетариум Калуще Жулбенкян (Planetário Calouste Gulbenkian)
    - Аквариум Вашку да Гама (Aquário Vasco da Gama)
    - Централна библиотека на ВМС (Biblioteca Central da Marinha)

  - Военноморско техническо училище (Escola de Tecnologias Navais (ETNA))
  - Център за комуникации и кодове на ВМС (Centro de Comunicações e Cifra da Armada)
  - Подразделения за поддръжка (Unidades de Apoio)
    - Спомагателно подразделение на централните инсталации на ВМС (Unidade de Apoio às Instalações Centrais de Marinha)
    - Спомагателно подразделение на военния персонал в Арсенал Алфейте (Unidade de Apoio ao Pessoal Militar do Arsenal do Alfeite)

  - Изпълнителни органи на службите (Órgãos de execução de serviços)
    - Централни инсталации на ВМС (Instalações Centrais de Marinha)
    - Военноморски инсталации в Алкантара (Instalações Navais de Alcântara)
- Елементи на оперативните компоненти на силите (Elementos da componente operacional do sistema de forças)
  - Военноморско командване (Comando Naval (CN)), на което са подчинени
    - административно:
      - Флотилия (Flotilha)
        - Командване на Флотилията (Comando da Flotilha)
        - Ескадрила океански ескорти (Esquadrilha de Escoltas Oceânicas) (ВМБ Лисабон – Алфейте)
          - 3 фрегати клас Вашку да Гама (германски проект MEKO 200PN)
            - NRP Vasco da Gama (F330), NRP Álvares Cabral (F331), NRP Corte-Real (F332)

          - 2 фрегати клас Бартоломеу Диаш (бивши нидерландски class M, „Karel Doorman“)
            - NRP Bartolomeu Dias (F333), NRP D. Francisco de Almeida (F334)

          - 3 корвети клас Жуау Кутиньо
            - NRP João Coutinho (F475), NRP Jacinto Cândido (F476), NRP António Enes (F471)

          - 2 корвети клас Батища де Андраджи
            - NRP Baptista de Andrade (F486), NRP João Roby (F487)

          - ескадрен снабдителен кораб (бивш британски клас Rover)
            - NRP Bérrio (A-5210)

          - 1 танкодесантен кораб клас Бомбарда
            - Bacamarte (LDG-203)

        - Ескадрила патрулни кораби (Esquadrilha de Navios Patrulhas) (ВМБ Лисабон – Алфейте)
          - 2 океански патрулни кораба клас Виана ду Кащелу
            - NRP Viana do Castelo (P360), NRP Figueira da Foz (P361)

          - 4 океански патрулни кораба клас Тежу (бивши датски клас Flyvefisken)
            - NRP Tejo (P590), NRP Douro (P591), NRP Mondego (P592), NRP Guadiana (P593)

          - 3 патрулни катера клас Касине
            - NRP Cacine (P1140), NRP Zaire (P1146), NRP Cuanza (P1144)

          - 2 митнически катера клас Албатрос
            - NRP Águia (P1165), NRP Cisne (P1167)

          - 5 митнически катера клас Аргос
            - NRP Argos (P1150), NRP Dragão (P1151), NRP Escorpião (P1152), NRP Cassiopeia (P1153), NRP Hidra (P1154)

          - 4 митнически катера клас Сентауру
            - NRP Centauro (P1155), NRP Oríon (P1156), NRP Pégaso (P1157), NRP Sagitário (P1158)

          - 1 речен митнически катер клас Риу Миньо
            - NRP Rio Minho (P370)

        - Ескадрила подводници (Esquadrilha de Submarinos) (ВМБ Лисабон – Алфейте)
          - 2 дизел-електрически подводници с горивни клетки клас Триденчи (германски проект U-209PN)
            - NRP Tridente (S160), NRP Arpão (S161)

        - Ескадрила вертолети (Esquadrilha de Helicópteros) (6-а Авиобаза на ВВС Монтижу)
          - 5 вертолета Sea Lynx Mk.95

        - Групировка хидрографски кораби (Agrupamento de Navios Hidrográficos)
          - 2 океанографски изследователски кораба клас Карлуш I
            - NRP D. Carlos I (A-522), NRP Almirante Gago Coutinho (A-523)

          - 2 хидрографски кораба клас Андромеда
            - NRP Andrómeda (A-5203), NRP Auriga (A-5205)

        - Групировка учебни кораби на Военноморското училище (Agrupamento de Navios da Escola Naval)
          - 3 разнотипни учебни ветрохода
            - NRP Sagres (A-520), NTM Creoula (UAM-201), NRP Polar (A-5204)

        - Интегриран военноморски център за тренировки и сертификация (Centro Integrado de Treino e Avaliação Naval)

      - Командване на корпуса на стрелците (Comando do Corpo de Fuzileiros)
        - База на стрелците (Base de Fuzileiros)
        - Училище на стрелците (Escola de Fuzileiros)

      - Групировка водолази сапьори (Agrupamento de Mergulhadores Sapadores)
        - Водолазна (техническа) служба (Serviço de Mergulho)
        - Училище за водолази (Escola de Mergulhadores)

      - Командвания на военноморските зони (Comandos de zona marítima)
        - Командване на военноморска зона Север (Comando de Zona Marítima do Norte)
        - Командване на военноморска зона Център (Comando de Zona Marítima do Centro)
        - Командване на военноморска зона Юг (Comando de Zona Marítima do Sul)
        - Командване на военноморска зона Азори (Comando de Zona Marítima dos Açores)
        - Командване на военноморска зона Мадейра (Comando de Zona Marítima da Madeira)

      - Военноморска база Лисабон (Base Naval de Lisboa)
      - Тактически военноморски учебен център (Centro de Instrução de Tática Naval (CITAN))

    - оперативно:
      - Военноморски сили (Forças navais)
        - кораби, подводници, вертолети, водолази и корабни съединения

      - Сили на стрелците (Forças de fuzileiros)
        - 1-ви Батальон стрелци (Batalhão de Fuzileiros N.º1)
        - 2-ри Батальон стрелци (Batalhão de Fuzileiros N.º2)
        - Подразделение десантни средства (Unidade de Meios de Desembarque)
        - Военноморска полиция (Polícia Naval)
        - Отряд за специални операции (Destacamento de Ações Especiais)
        - Рота за огнева поддръжка (Companhia de Apoio de Fogos)
        - Рота за тактическа транспортна поддръжка (Companhia de Apoio de Transportes Tácticos)
        - (от горните подразделения може да се формира сборен оперативен „Лек десантен батальон“ (Batalhão Ligeiro de Desembarque))

      - Групировка водолази сапьори (Agrupamento de Mergulhadores Sapadores)
        - 1-ви Отряд водолази сапьори (Destacamento de Mergulhadores Sapadores Nº1) (разузнаване, диверсия, директни действия)
        - 2-ри Отряд водолази сапьори (Destacamento de Mergulhadores Sapadores Nº2) (подводно спасяване и подривни дейности, гражданска защита)
        - 3-ти Отряд водолази сапьори (Destacamento de Mergulhadores Sapadores Nº3) (защита на гражданските пристанищни съоръжения)

- Органи на системата на морските власти (Órgãos do Sistema de Autoridade Marítima (SAM)) – тъй като ВМС на Португалия изпълняват и функциите на брегова охрана и морска администрация, те са обединени в системата на морските власти, оглавявана от Началника на ВМС.
  - Консултативни органи (Órgãos consultivos)
    - Консултативен съвет на Националните морски власти (Conselho consultivo da AMN)
    - Комисия за обществената морска собственост (Comissão do Domínio Público Marítimo)

  - Централен орган (Órgão central)
    - Генерална дирекция на морските власти (Direcção-Geral da Autoridade Marítima)
      - Централни служби (Serviços Centrais)
      - Морски департамент Север (Departamento Marítimo Norte)
      - Морски департамент Център (Departamento Marítimo Centro)
      - Морски департамент Юг (Departamento Marítimo Sul)
      - Морски департамент Азори (Departamento Marítimo Açores)
      - Морски департамент Мадейра (Departamento Marítimo Madeira)
        - 28 портови капитанства, подчинени на петте департамента (28 Capitanias dos portos dependentes dos Departamentos Marítimos)

      - Институт за сигурност на корабоплаването (Instituto de Socorros a Náufragos)
      - Фарова дирекция (Direcção de Faróis)
        - кораб за поддръжка на фарове NRP Schultz Xavier (A521)

      - Училище на морските власти (Escola de Autoridade Marítima)

  - Оперативен орган (Órgão operacional)
    - Морска полиция (Polícia Marítima)
      - Генерален комендант на морската полиция – Генерален директор на морските власти (Comandante Geral da Polícia Marítima – Director Geral da Autoridade Marítima)
        - 5 регионални коменданти на морската полиция в и началници на петте морски департамента (Comandantes Regionais da Polícia Marítima (Norte, Centro, Sul, Açores e Madeira) – Chefes dos Departamentos Marítimos)
          - 27 локални коменданти на морската полиция и портови капитани (27 Comandantes Locais da Polícia Marítima – Capitães dos Portos)

## Португалска армия

### Структура
Началник на Главния щаб на Армията (Chefe do Estado-Maior do Exército (CEMЕ)) (Амадора) (генерал)
- Началник на кабинета на Началника на ГлЩ на Армията (Chefe de Gabinete do Chefe do Estado-Maior do Exército) (генерал-майор)
- Заместник-началник на ГлЩ на Армията (Vice-Chefe do Estado-Maior do Exército (VCEMЕ)) (генерал-лейтенант)
- Висш съвет на Армията (Conselho Superior do Exército)
- Висш дисциплинарен съвет на Армията (Conselho Superior de Disciplina do Exército)
- Медицинска ревизионна комисия на Армията (Junta Médica de Revisão do Exército)
- Генерална инспекция на Армията (Inspecção-Geral do Exército)
- Главен щаб на Армията (Estado-Maior do Exército (EMЕ))
  - Началник-щаб на Армията (Subchefe do Estado-Maior do Exército (SUBCEMЕ)) (генерал-майор)
- Висши военни учебни учреждения (Estabelecimentos de ensino superior)
  - Военна академия (Academia Militar)
  - Висше политехническо училище на Армията (Escola Superior Politécnica do Exército)
- Централни органи за администрация и управление (Órgãos Centrais de Administração e Direcção):
  - Командване за обучение и доктрина (Comando da Instrução e Doutrina) (Евора)
  - Логистично командване (Comando da Logística) (Лисабон)
  - Командване персонал (Comando do Pessoal) (Порто)
  - Командване на сухопътните войски (Comando das Forças Terrestres (CFT)) (Oeiras) (генерал-лейтенант)
    - Командване и щаб
    - Финансов център (Centro de Finanças)
    - Дирекция за комуникационни и информационни системи(Direção de Comunicações e Sistemas de Informação (DCSI))
    - Органи за поддръжка (Orgãos de apoio)
    - Оперативен компонент на системата на силите (Componente operacional do sistema de forças)
      - Механизирана бригада (Brigada Mecanizada (BriMec)) (Военен лагер Санта Маргарида)
        - Командване и щаб (Comando e Estado-Maior)
        - Командна и тилова рота (Companhia de Comando e Serviços) ***
        - Свързочна рота (Companhia de Transmissões) ***
        - Група танкове (Grupo de Carros de Combate) ***
        - 1-ви Механизиран батальон (1.º Batalhão de Infantaria Mecanizado) ***
        - 2-ри Механизиран батальон (2.º Batalhão de Infantaria Mecanizado) ***
        - Полева артилерийска група (Grupo de Artilharia de Campanha) ***
        - Противовъздушна артилерийска група (Bateria de Artilharia Antiaérea) ***
        - Разузнавателен ескадрон (Esquadrão de Reconhecimento) ***
        - Инженерна рота (Companhia de Engenharia) ***
        - Батальон на службите за поддръжка (Batalhão de Apoio de Serviços) ***
        - Подразделение за (гарнизонна) поддръжка (Unidade de Apoio) ***

      - Бригада за интервенция (Brigada de Intervenção (BrigInt)) (Коимбра)
        - Командване и щаб (Comando e Estado-Maior)
        - Практическо свързочно училище (Escola Prática de Transmissões) *
          - Командна и тилова рота (Companhia de Comando e Serviços) **
          - Свързочна рота (Companhia de Transmissões) **

        - Regimento de Infantaria Nº 13) (Вила Реал) *
          - 1-ви Пехотен батальон (1.º Batalhão de Infantaria) **

        - (Regimento de Infantaria Nº 14) (Висеу) *
          - 2-ри Пехотен батальон (2.º Batalhão de Infantaria) **

        - 5-и Артилерийски полк (Regimento de Artilharia Nº 5) (Вендъш Новаш) *
          - Полева артилерийска група (Grupo de Artilharia de Campanha) **

        - 1-ви Противовъздушен артилерийски полк (Regimento de Artilharia Anti-Aérea Nº 1) (Келуз) *
          - Противовъздушна артилерийска батарея (Bateria de Artilharia Anti-Aérea) **

        - 6-и Кавалерийски полк (Regimento de Cavalaria Nº 6) (Брага) *
          - Картечна група (Grupo de Auto-Metralhadoras) **
          - Разузнавателен ескадрон (Esquadrão de Reconhecimento) **

        - 3-ти Инженерен полк (Regimento de Engenharia Nº 3) (Ешпиньо) *
          - Инженерна рота (Companhia de Engenharia) **

        - 19-и Пехотен полк (Regimento de Infantaria Nº 19) (Шавиш) *
          - Батальон на службите за поддръжка (Batalhão de Apoio de Serviços) **

      - Бригада за бързо реагиране (Brigada de Reacção Rápida (BRR))[8] (Военна зона Танкош)
        - Командване и щаб (Comando e Estado-Maior)
        - Леко авиационно подразделение на армията (Unidade de Aviação Ligeira do Exército) (Военна зона Танкош)
          - Командна и тилова рота (Companhia de Comando e Serviços) **
          - Свързочна рота (Companhia de Transmissões) **
          - Подразделение за (гарнизонна) поддръжка (Unidade de Apoio) ***

        - Център на войските за специални операции (Centro de Tropas de Operações Especiais) (Ламего) *
          - Отряд за специални операции (Força de Operações Especiais) **

        - Полк командоси (Regimento de Comandos) (Сера да Карегейра, Келуз) *
          - Батальон командоси (Batalhão de Comandos) **

        - 10-и Пехотен полк (Regimento de Infantaria Nº 10) (Авейро) *
          - 2-ри Парашутен пехотен батальон (2º Batalhão de Infantaria Pára-quedista) **

        - 15-и Пехотен полк (Regimento de Infantaria Nº 15) (Томар) *
          - 1-ви Парашутен пехотен батальон (1º Batalhão de Infantaria Pára-quedista) **

        - Полк парашутисти (Regimento de Paraquedistas) (Военен полигон Танкош) *
          - Оперативен въздушно-наземен батальон (Batalhão Operacional Aeroterrestre) **

        - 3-ти Кавалерийски полк (Regimento de Cavalaria nº 3) (Ещремоз) *
          - Групировка за разузнаване, наблюдение и целеуказване (Agrupamento ISTAR) ** 4-ти Артилерийски полк (Regimento de Artilharia Nº 4) (Лейрия) *
          - Полева артилерийска група (Grupo de Artilharia de Campanha) **

        - 1-ви Пехотен полк (Regimento de Infantaria nº 1) (Бежа) *
          - бившият гарнизонен полк на командосите, от 2008 г. учебно подразделение

      - Отряд за обща поддръжка (Força de Apoio Geral)
        - 2-ри Полк лансири (военна полиция на Армията)(Regimento de Lanceiros Nº 2) (Амадора) ***
          - 2 ескадрона армейска полиция (1.º е 2.º Esquadrões Polícia do Exército)

        - 1-ви Инженерен полк (Regimento de Engenharia Nº 1) (Понтиня, Лисабон) ***
          - Инженерен батальон (Batalhão de Engenharia)
          - Рота за ЯХБЗ (Companhia de Defesa NBQ)
          - 1-ва Инженерна рота (1.a Companhia de Engenharia)
          - Понтонна рота (Companhia de Pontes)
          - Група сапьорни разчети за импровизирани взривни устройства (Grupo de Equipas EOD)
          - Лека щурмова сапьорна рота (Companhia de Engenharia de Combate ligeira)

    - Военни зони (Zonas militares)
      - Военна зона на Азорите (Zona Militar dos Açores)
        - Командване (Comando)
        - 1-ви Гарнизонен полк (Regimento de Guarnição nº 1) (Ангра ду Ероисму) ****
        - 2-ри Гарнизонен полк (Regimento de Guarnição Nº 2) (Понта Делгада) ****

      - Военна зона на Мадейра (Zona Militar da Madeira)
        - 3-ти Гарнизонен полк (Regimento de Guarnição n.º 3) (Фуншал) ****

    - Център за военна информация и сигурност (Centro de Informações e Segurança Militar) ***
    - Свързочен полк (Regimento de Transmissões) (подчинен на DCSI) ***

  - Логистично командване (Comando da Logística) (Лисабон)
    - Ремонтен полк (Regimento de Manutenção) (Ентрокаменту) ***
    - Военен център за електроника (Centro Militar de Electrónica) (Пасо де Аркуш) ***
    - Транспортен полк (Regimento de Transportes) (Лисабон) ***

  - Командване за обучение и доктрина (Comando de Instrução e Doutrina) (Евора)
    - Сержантско училище на Армията (Escola de Sargentos do Exército) (Калдаш да Райня)
    - Практическо пехотно училище (Escola Prática de Infantaria) (Мафра)
    - Практическо кавалерийско училище (Escola Prática de Cavalaria) (Абрантеш)
    - Практическо артилерийско училище (Escola Prática de Artilharia) (Вендъш Новаш)
    - Практическо инженерно училище (Escola Prática de Engenharia) (Военен полигон Танкош)
    - Практическо свързочно училище (Escola Prática de Transmissões) (Порто)
    - Практическо тилово училище (Escola Prática dos Serviços) (Повоа де Варзим)

С една звезда (*) са отбелязани подразделенията, които съставят Фиксирания компонент на системата на силите (Componente Fixa do Sistema de Forças (CFSF)). Те се грижат за готовността на техниката, попълването на войсковите подразделения с личен състав, бойната му подготовка, поддръжката на гарнизонната инфраструктура и квартирното осигуряване на личния състав и семействата му. С две звезди (**) са отбелязани Постоянните оперативни сили на Армията (Força Operacional Permanente do Exército (FOPE)). Те са основният боен компонент на Армията и могат да участват в операции зад граница. С три звезди (***) са отбелязани подразделенията, които съставят едновременно част от Фиксирания компонент на системата на силите и Постоянните оперативни сили на Армията. В случая с Механизираната бригада това са бойни подразделения. Тъй като тя е основният компонент на португалската армия за мисии по линия на колективната отбрана на НАТО, за по-голяма гъвкавост двете категории сили са обединени в бригадата. В случая с останалите подразделения, предназначението им е осигуряването на оперативната поддръжка на бойните подразделения и също могат да участват в операции зад граница. С четири звезди (****) са отбелязани подразделенията, които съставят гарнизонните сили. Те са предназначени за носенето на гарнизонна служба в предвидените им територии и не изпълняват функции извън тях.

## Португалски ВВС

### Структура
Тъй като Началникът на португалските ВВС изпълнява и ръководни държавно-административни функции по отношение и на гражданската авиация, званието му е на генерал с четири звезди, което е необичайно за ВВС с подобна численост.
Началник на Главния щаб на ВВС (Chefe do Estado-Maior da Força Aérea (CEMFA)) (Амадора) (генерал)
- Началник на кабинета на Началника на ГлЩ ВВС (Chefe de Gabinete do Chefe do Estado-Maior da Força Aérea) (генерал-майор)
- Заместник-началник на ГлЩ на ВВС (Vice-Chefe do Estado-Maior da Força Aérea (VCEMFA)) (генерал-лейтенант)
- Главен щаб на ВВС (Estado-Maior da Força Aérea (EMFA))
  - Началник-щаб на ВВС (Subchefe do Estado-Maior da Força Aérea (SUBCEMFA)) (генерал-майор)
- Въздушно командване (Comando Aéreo (CA)) (Лисабон) (генерал-лейтенант)
  - Командване на Въздушна зона на Азорите (Comando da Zona Aérea dos Açores (CZAA)) (Вила Прая да Витория) (бригаден генерал)
    - 4-та Въздушна база (Base Aérea Nº 4)
      - Въздушен отряд на Азорите C295M (DAM C295M (Destacamento Aéreo dos Açores – C295M)) морски патрулен самолет C295M
      - Въздушен отряд на Азорите EH101 (DAM EH101 (Destacamento Aéreo dos Açores – EH101)) 1 – 2 вертолета EH101

  - 1-ва Въздушна база (Base Aérea Nº 1)
    - 101-ва Ескадрила „Ревове“ (Esquadra 101 – „Roncos“) (Aerospatiale Epsilon-TB 30) (основна летателна подготовка на курсанти)

  - 5-а Въздушна база (Base Aérea Nº 5) (Монте Реал)
    - 201-ва Ескадрила „Ястреби“ (Esquadra 201 – „Falcões“) (F-16AM/BM) (многоцелева изтребителна ескадрила)
    - 301-ва Ескадрила „Ягуари“ (Esquadra 301 – „Jaguares“) (F-16AM/BM) (многоцелева изтребителна ескадрила)

  - 6-а Въздушна база (Base Aérea Nº 6) (Монтижу)
    - 501-ва Ескадрила „Бизони“ (Esquadra 501 – „Bisontes“) (Lockheed C-130H / H-30 Hercules) (тактически авиотранспорт)
    - 502-ра Ескадрила „Слонове“ (Esquadra 502 – „Elefantes“) (EADS C-295M) (тактически авиотранспорт, морско патрулиране)
      - (Въздушен отряд на Азорите C295M (DAM C295M (Destacamento Aéreo dos Açores – C295M)) морски патрулен самолет C295M)
      - (Въздушен отряд на Мадейра C295M (DAM C295M (Destacamento Aéreo da Madeira – C295M)) морски патрулен самолет C295M)

    - 504-та Ескадрила „Рисове“ (Esquadra 504 – „Linces“) (Aviation Marcel Dassault Falcon 50) (ВИП-транспорт, авиомедицинска евакуация и калибровка на авионавигационни системи, макар че официално ескадрилата е базирана в Монтижу, самолетите са постоянно разположени в 1-во Летище за транзит Лисабон – Портела)
    - 751-ва Ескадрила „Пуми“ (Esquadra 751 – „Pumas“) (EH-101 „Merlin“) (тактически вертолетен транспорт, търсене и спасяване)
      - (Въздушен отряд на Азорите EH101 (DAM EH101 (Destacamento Aéreo dos Açores – EH101)) 1 – 2 вертолета EH101)
      - (Въздушен отряд на Мадейра EH101 (DAM EH101 (Destacamento Aéreo da Madeira – EH101)) 1 – 2 вертолета EH101)

  - 11-а Въздушна база (Base Aérea Nº 11) (Бежа)
    - 103-та Ескадрила „Охлюви“ (Esquadra 103 – „Caracóis“) (Dassault/Dornier Alpha-Jet A) (учебно-бойна ескадрила за пилоти на изтребители)
    - 552-ра Ескадрила „Комари“ (Esquadra 552 – „Zangões“) (Sudaviation – SE 3160 Alouette III) (учебно-бойна ескадрила за пилоти на вертолети)
    - 601-ва Ескадрила „Вълци“ (Esquadra 601 – „Lobos“) (P-3C CUP+ ORION) (ескадрила за морско патрулиране и противолодъчна отбрана)

  - 1-во Летище за маньовър (Aeródromo de Manobra Nº 1) (Маседа – Овар)
  - 3-то Летище за маньовър (Aeródromo de Manobra Nº 3) (Порту Санту, Мадейра)
    - Въздушен отряд на Мадейра C295M (DAM C295M (Destacamento Aéreo da Madeira – C295M)) морски патрулен самолет C295M
    - Въздушен отряд на Мадейра EH101 (DAM EH101 (Destacamento Aéreo da Madeira – EH101)) 1 – 2 вертолета EH101

  - 1-во Летище за транзит (Aeródromo de Trânsito Nº 1) (международно летище Лисабон – Портела)
    - използва се за правителствени полети и авиомедицинска евакуация

  - Стрелкови полигон (Campo de Tiro) (Самора Корейра)
  - Тренировъчен център за оцеляване на ВВС (Centro de Treino de Sobrevivência da Força Aérea (CTSFA)) (Монтижу)
  - 1-ва Радарна станция (Estação de Radar Nº 1) (Мончике)
  - 2-ра Радарна станция (Estação de Radar Nº 2) (Пасуш де Ферейра)
  - 3-та Радарна станция (Estação de Radar Nº 3) (Ламаш – Кадавал)
  - 4-та Радарна станция (Estação de Radar Nº 4) (Канису, Мадейра)
  - Тренировъчен киноложки център на ВВС (Centro de Treino Cinotécnico da Força Aérea (CTCFA)) (Маседа)
  - Отряд за охрана на силите (Núcleo da Proteção da Força (NPF)) (Самора Корейра)
    - Подразделение за охрана на силите (Unidade de Proteção da Força (UPF))
- Логистично командване на ВВС (Comando da Logística da Força Aérea (CLAFA)) (Амадора) (генерал-майор)
  - Дирекция за снабдяване и транспорт (Direção de Abastecimento e Transportes)
  - Дирекция за комуникационни и информационни системи (Direção de Comunicações e Sistemas de Informação)
  - Дирекция за инженерни дейности и програми (Direção de Engenharia e Programas)
  - Дирекция за инфраструктура (Direção de Infra-Estruturas)
  - Дирекция за техническа поддръжка на въоръжения (Direção de Manutenção de Sistemas de Armas)
  - Главно материално депо на ВВС (Depósito Geral de Material da Força Aérea)
- Командване за персонал на ВВС (Comando de Pessoal da Força Aérea (CPESFA)) (Амадора) (генерал-лейтенант)
  - Учебна дирекция (Direção de Instrução)
  - Дирекция персонал (Direção de Pessoal)
  - Здравна дирекция (Direção de Saúde)
  - Център за религиозна подкрепа (Centro de Assistência Religiosa)
  - Център за основна и техническа подготовка на ВВС (Centro de Formação Militar e Técnica da Força Aérea (CFMTFA)) (Алверса – Ота)
  - Наборен център на ВВС (Centro de Recrutamento da Força Aérea)
  - Център за социални дейности (Serviço de Ação Social)
  - Съдебна и дисциплинарна служба (Serviço de Justiça e Disciplina)
- Академия на ВВС (Academia da Força Aérea (AFA)) (Гранжа ду Маркеш, Перо Пинейро) (генерал-майор)
  - 802-ра Ескадрила „Орли“ (Esquadra 802 – „Aguias“) (безмоторна летателна подготовка на кадети)
- Дирекция за финанси на ВВС (Direção de Finanças da Força Aérea (DFFA)) (Амадора) (генерал-майор)
  - Административна и финансова служба (Serviço Administrativo e Financeiro)
- Генерален инспекторат на ВВС (Inspeção-Geral da Força Aérea (IGFA)) (Амадора) (генерал-майор)
- Юридически департамент на ВВС (Departamento Jurídico da Força Aérea (DJFA)) (Амадора)
- Исторически архив на ВВС (Arquivo Histórico da Força Aérea (AHFA)) (Амадора)
- Съвещателни органи (Órgãos de Conselho (OC))
  - Висш съвет на ВВС (Conselho Superior da Força Aérea (CSFA))
  - Висш дисциплинарен съвет на ВВС (Conselho Superior de Disciplina da Força Aérea (CSDFA))
  - Историко-културна комисия на ВВС (Comissão Histórico-Cultural da Força Aérea (CHCFA))
  - Висш здравен съвет на ВВС (Junta Superior de Saúde da Força Aérea (JSSFA))
- Органи от културно естество (Órgãos de Natureza Cultural (ONC))
  - Авиационен музей (Museu do Ar)
  - Музикален оркестър на ВВС (Banda de Música da Força Aérea (BMFA))
  - Списание на ВВС „По-високо“ (Revista Mais Alto)

## Републиканска национална гвардия
Републиканската национална гвардия (на португалски: Guarda Nacional Republicana (GNR)) е военизирана полицейска служба за осигуряване на обществения ред и сигурност в селските общини и труднодостъпните райони на страната, както и за осигуряване на реда при извънредни обстоятелства. Създадена е по модела на френската Жандармерия, но за разлика от нея и италианските Карабинери в мирно време не е подчинена на Министерството на отбраната и не изпълнява функциите на военна полиция. В тези отношения тя е най-близо до испанската Гражданска гвардия (Guardia Civil). Службата и личният ѝ състав са подчинени на военната дисциплина, системата от звания следва тази на сухопътните войски и във военно време минава в подчинение на Генералния щаб на отбраната. Освен това тя осигурява и подразделенията за почетната гвардия на държавния глава също както френската Жандармерия и Карабинерите.
КОМАНДВАНЕ НА ГВАРДИЯТА (Comando da Guarda) (Лисабон) (генерал-лейтенант)
- Генерални отдели

- Оперативно командване (Comando Operacional (CO))
- Командване за администриране на човешките ресурси (Comando da Administração dos Recursos internos (CARI))
- Командване за доктрина и обучение (Comando da Doutrina e Formação (CDF))

Органи на централно подчинение:
- Отряд за сигурност и държавни почести (Unidade de Segurança e Honras de Estado (USHE)) – осигурява охраната и почетната стража на Президента на Португалската република и другите конституционно установени органи на централната власт. Командва се от генерал-майор:
  - Президентски ескадрон (Esquadrão Presidencial)
  - Подразделение за сигурност (Subunidade de segurança)
  - Подразделение за държавни почести (Subunidade de honras de Estado)
  - Кавалерийски оркестър (Charanga a Cavalo)
  - Гвардейски оркестър (Banda da Guarda)

- Отряд за интервенция (Unidade de Intervenção (UI)) – Елитното подразделение на Гвардията, съответства на мобилната жандармерия във Франция и мобилните карабинери в Италия. Командва се от генерал-майор:
  - Група за интервенция за специални операции (Grupo de Intervenção de Operações Especiais (GIOE)) – елитният контратерористичен отряд
  - Група за интервенция за обществен ред (Grupo de Intervenção de Ordem Pública (GIOP)) – отряд за борба с масови безредици
  - Група за интервенция за охрана и спасяване (Grupo de Intervenção de Proteção e Socorro (GIPS)) – отряд за обезопасяване на местоположенията при инциденти
  - Оперативна киноложка група (Grupo Operacional Cinotécnico (GOC)) – група със служебни кучета
  - Център за обезвреждане на боеприпаси и подземна сигурност (Centro de Inativação de Explosivos e Segurança em Subsolo (CIESS))
  - Център за обучение и подготовка на сили за международни мисии (Centro de Treino e Aprontamento de Forças para Missões Internacionais (CTAFMI))
- Отряд за брегови контрол (Unidade de Controlo Costeiro (UCC)) – Функциите на брегова охрана се изпълняват от Военноморските сили чрез системата на Морските власти. Този отряд на Гвардията действа само в португалски териториални води. Командва се от генерал-майор.
- Отряд за фискални действия (Unidade de Ação Fiscal (UAF)) – осъществява митнически и акцизен контрол в интерес на Министерството на финансите. Командва се от полковник.
- Национален отряд за пътен контрол (Unidade Nacional de Trânsito (UNT)) – осъществява функциите на пътна полиция по магистралната и първокласната пътна мрежа на страната. Командва се от полковник.
- Училище на Гвардията (Escola da Guarda (EG)) – Разположено е в Келуз. Командва се от генерал-майор. Подготвя офицери за Гвардията. На негово подчинение са:
  - Учебен център Фигейра да Фоз (Centro de formação da Figueira da Foz (CFFF))
  - Учебен център Порталегри (Centro de formação de Portalegre (CFP))

Териториални органи:
- 20 териториални командвания (Comandos Territoriais) (Мадейра, Авейро, Бежа, Брага, Браганса, Кащелу Бранку, Коимбра, Евора, Фаро, Гуардъ, Висеу, Лисабон, Азорски о-ви, Порталегри, Порту, Сантарем, Сетубал, Лейрия, Виана ду Кащелу и Вила Реал). Всяко командване се командва от полковник или подполковник, има заместник-командир, командване, централни служби (подразделение за интервенция (destacamento de intervenção), подразделение за пътен контрол (destacamento de trânsito), подразделение за фискални действия (destacamento de ação fiscal), криминалистични лаборатории) и оперативни подразделения:
  - подразделения (destacamentos) – командвани от майори, капитани или лейтенанти
    - подчинени подразделения (subdestacamentos) – командвани от старшини и
      - териториални постове (postos territoriais) – командвани от сержанти